# Maria Jane McIntosh
Pour les articles homonymes, voir McIntosh.
Œuvres principales
- Blind Alice (1841)
- Contes américains (1868)

Maria Jane McIntosh est une écrivaine américaine née en 1803 à Sunbury dans l'État de Géorgie (États-Unis) et est décédée le 25 février 1878 à Morristown, New Jersey. Elle commence sa carrière littéraire sous le pseudonyme de « Aunt Kitty » (traduction : Tante Kitty) et elle créé des personnages contrastés afin d'illustrer un propos essentiellement moral.

## Biographie
Le père de Maria, le Major Lachlan McIntosh, participe à la guerre d'indépendance américaine, puis s'établit à Sunbury, dans l'État de Géorgie, où il fonde un cabinet d'avocats, et y installe sa famille.
Maria étudie à l'Académie de Sunbury. Après la mort de ses parents, elle part pour la ville de New York en 1835 pour y vivre avec son frère, James M. McIntosh. Ayant perdu sa fortune dans la panique de 1837, elle se lance dans le métier d'autrice pour subvenir à ses besoins.
Sous le pseudonyme de « Aunt Kitty », elle publie des histoires pour la jeunesse : « Blind Alice » qui remporte un succès populaire (1841). Elle poursuivit avec d'autres histoires, qui seront réunies en un volume : « Aunt Kitty's Tales » (1847, traduit en français par Contes américains, 1868). 
Sur la recommandation du tragédien Macready, ses contes ultérieurs sont réimprimés à Londres. 
Ses écrits illustrent chacun une histoire morale.